# 台北州

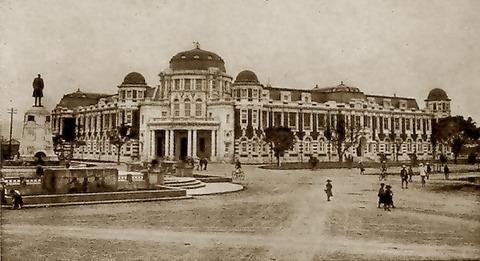
旧台北州庁舍（現・監察院庁舎）、森山松之助設計

台北州（臺北州、たいほくしゅう）は、かつて台湾の地方行政区分だった5州3庁の1つで、現在の台北市、基隆市、新北市、宜蘭県を合わせた地域にあたる。
台北州庁所在地は台北市であり、庁舎は監察院になった。

## 人口
昭和16年台湾常住戸口統計より
- 総人口 1,233,882人
  - 内訳
    - 内地人 153,928人
    - 台湾人 1,053,372人
    - 朝鮮人 1,051人
    - その他 25,531人

## 行政区分
- 1945年当時
- 背景色が■である部分は1945年以前に廃止された行政区分

### 市
| 市     | 現在の行政区分 | 現在の行政区分                                         | 備考                         |
| ------ | -------------- | ------------------------------------------------------ | ---------------------------- |
| 台北市 | 台北市         | 大安区、大同区、万華区、中山区、中正区、松山区、信義区 |                              |
| 基隆市 | 基隆市         | 安楽区、仁愛区、信義区、中山区、中正区                 | 1924年に基隆郡基隆街から昇格 |
| 宜蘭市 | 宜蘭県         | 宜蘭市                                                 | 1940年に宜蘭郡宜蘭街から昇格 |

### 郡・街庄
| 郡       | 街庄   | 現在の行政区分 | 現在の行政区分                       | 備考                         |
| -------- | ------ | -------------- | ------------------------------------ | ---------------------------- |
| 七 星 郡 | 汐止街 | 新北市         | 汐止区                               |                              |
| 七 星 郡 | 士林街 | 台北市         | 士林区                               |                              |
| 七 星 郡 | 北投街 | 台北市         | 北投区                               |                              |
| 七 星 郡 | 内湖庄 | 台北市         | 内湖区、南港区                       |                              |
| 七 星 郡 | 松山庄 | 台北市         | 松山区、信義区、中山区・松山区の一部 | 1938年台北市に編入され廃庄   |
| 新 荘 郡 | 新荘街 | 新北市         | 新荘区、泰山区                       |                              |
| 新 荘 郡 | 鷺洲庄 | 新北市         | 三重区、蘆洲区                       |                              |
| 新 荘 郡 | 五股庄 | 新北市         | 五股区                               |                              |
| 新 荘 郡 | 林口庄 | 新北市         | 林口区                               |                              |
| 海 山 郡 | 板橋街 | 新北市         | 板橋区                               |                              |
| 海 山 郡 | 鶯歌街 | 新北市         | 樹林区、鶯歌区                       |                              |
| 海 山 郡 | 三峡街 | 新北市         | 三峡区                               |                              |
| 海 山 郡 | 中和庄 | 新北市         | 中和区、永和区                       |                              |
| 海 山 郡 | 土城庄 | 新北市         | 土城区                               |                              |
| 海 山 郡 | 蕃地   | 新北市         | 三峡区の一部                         | 1932年に三峡庄に編入され廃止 |
| 文 山 郡 | 新店街 | 新北市         | 新店区                               |                              |
| 文 山 郡 | 深坑庄 | 台北市         | 文山区                               |                              |
| 文 山 郡 | 深坑庄 | 新北市         | 深坑区                               |                              |
| 文 山 郡 | 石碇庄 | 新北市         | 石碇区                               |                              |
| 文 山 郡 | 坪林庄 | 新北市         | 坪林区                               |                              |
| 文 山 郡 | 蕃地   | 新北市         | 烏来区、新店区・石碇区・坪林区の一部 |                              |
| 淡 水 郡 | 淡水街 | 新北市         | 淡水区                               |                              |
| 淡 水 郡 | 八里庄 | 新北市         | 八里区                               |                              |
| 淡 水 郡 | 三芝庄 | 新北市         | 三芝区                               |                              |
| 淡 水 郡 | 石門庄 | 新北市         | 石門区                               |                              |
| 基 隆 郡 | 瑞芳街 | 新北市         | 瑞芳区                               |                              |
| 基 隆 郡 | 万里庄 | 新北市         | 万里区                               |                              |
| 基 隆 郡 | 金山庄 | 新北市         | 金山区                               |                              |
| 基 隆 郡 | 七堵庄 | 基隆市         | 七堵区、暖暖区                       |                              |
| 基 隆 郡 | 貢寮庄 | 新北市         | 貢寮区                               |                              |
| 基 隆 郡 | 双渓庄 | 新北市         | 双渓区                               |                              |
| 基 隆 郡 | 平渓庄 | 新北市         | 平渓区                               |                              |
| 宜 蘭 郡 | 頭囲庄 | 宜蘭県         | 頭城鎮                               |                              |
| 宜 蘭 郡 | 礁渓庄 | 宜蘭県         | 礁渓郷                               |                              |
| 宜 蘭 郡 | 壮囲庄 | 宜蘭県         | 壮囲郷                               |                              |
| 宜 蘭 郡 | 員山庄 | 宜蘭県         | 員山郷                               |                              |
| 羅 東 郡 | 羅東街 | 宜蘭県         | 羅東鎮                               |                              |
| 羅 東 郡 | 五結庄 | 宜蘭県         | 五結郷                               |                              |
| 羅 東 郡 | 三星庄 | 宜蘭県         | 三星郷、員山郷の一部                 |                              |
| 羅 東 郡 | 冬山庄 | 宜蘭県         | 冬山郷                               |                              |
| 羅 東 郡 | 蕃地   | 宜蘭県         | 大同郷                               |                              |
| 蘇 澳 郡 | 蘇澳街 | 宜蘭県         | 蘇澳鎮                               |                              |
| 蘇 澳 郡 | 蕃地   | 宜蘭県         | 南澳郷                               |                              |

### 戦後
- 台北州は台北県に改編。
- 台北市と基隆市は台湾省へ移管、台北県より離脱。
- 1947年1月海山区廃区、同郡管内の郷鎮は台北県の直接管轄となる。七星区廃区、同区管内の郷鎮は淡水区へ移管。蘇澳区廃区、同区管内の郷鎮は羅東区へ移管。台北県政府は板橋鎮へ移転。七堵郷は基隆市へ移管。
- 1949年3月北峰区設置、全部の蕃地は北峰区へ移管。
- 1950年全ての区を廃止、旧新荘・海山・文山・基隆・淡水・七星区管内の街庄は台北県を経て現在の新北市に、旧宜蘭・蘇澳・羅東区管内の街庄と宜蘭市は現在の宜蘭県に統合。

## 歴代知事
- 相賀照郷：1920年9月1日 -
- 高田富蔵：1921年9月17日 -
- 吉岡荒造：1924年12月23日 -
- 三浦碌郎：1927年7月27日 -
- 高橋親吉：1928年7月21日 -
- 片山三郎：1929年4月20日 -
- 宇賀四郎：1931年5月8日 -
- 平山泰：1931年9月12日 -
- 中瀬拙夫：1932年3月15日 -
- 野口敏治：1933年8月4日 -
- 今川淵：1936年2月26日 -
- 藤田傊治郎：1936年10月16日 -
- 戸水昇：1939年1月28日 -
- 川村直岡：1939年12月28日 -
- 三輪幸助：1941年5月14日 -
- 梁井淳二：1942年7月3日 -
- 坂口主税：1943年11月13日 -
- 西村高兄：1944年3月20日 -
- 高橋衛：1945年5月23日 -

## 医療
- 臺北帝國大學醫學部附屬病院（現・国立台湾大学医学部附属病院）
- 赤十字社臺灣支部病院（現・台北市立聯合医院中興院区（中国語版））
- 臺灣総督府專賣局共濟組合病院
- 臺灣總督府鐵道局臺北鐵道病院
- 臺灣總督府宜蘭病院
- 臺灣總督府基隆病院

## 法院（裁判所）
昭和20年（1945年）当時

(審判の行うことの無かったものを「裁判所」とカウントしなかった)（沿革略）
- 高等法院上告部
- 高等法院覆審部
- 臺北地方法院
- 臺北地方法院宜蘭支部

## 刑務所
昭和7年（1932年）当時
- 台北刑務所（中国語版）
- 台北刑務所宜蘭刑務支所

## 警察
昭和20年（1945年）当時
- 台北州警務部
  - 台北南警察署
    - 萬華分署

  - 台北北警察署
  - 基隆警察署
  - 基隆水上警察署(基隆港)
  - 宜蘭警察署
  - 七星郡警察課
  - 淡水郡警察課
  - 基隆郡警察課
  - 宜蘭郡警察課
  - 羅東郡警察課
  - 蘇澳郡警察課
  - 文山郡警察課
  - 海山郡警察課
  - 新荘郡警察課

## 税務
昭和11年（1936年）当時

### 税関
- 基隆税関

## 林政
昭和7年（1932年）当時
- 台湾総督府殖産局営林所
- 営林所羅東出張所

## 専売局
昭和20年（1945年）当時
- （専売局総局管内）
  - 台北酒工場
  - 板橋酒工場
  - 樹林酒工場
  - 台北煙草工場
  - 松山煙草工場
- 台北支局
- 基隆支局
- 宜蘭支局
  - 宜蘭酒工場

## 気象
昭和17年（1942年）当時
- 台湾総督府気象台
- 基隆測候所

## 教育

### 高等教育機関
- 台北帝国大学（現 国立台湾大学）
- 台北経済専門楽校（旧台北高等商業学校）（現 国立台湾大学管理学院）
- 台北高等学校 (旧制)（現 国立台湾師範大学）
- 台北医学専門学校→台北帝国大学に移管（1936年）
- 台北高等農林学校→台北帝国大学に移管（1928年）
- 台北第一師範学校→官立台北師範学校（1943年）（現 台北市立教育大学）
- 台北第二師範学校→官立台北師範学校に移管（1943年）（現 国立台北教育大学）

### 中等教育学校
- 台北州立台北第一中学校(現 台北市立建国中学)
- 台北州立台北第二中学校(現 台北市立成功中学)
- 台北州立台北第三中学校(現 国立台湾師範大学附属高級中学)
- 台北州立台北第四中学校(現和平高中の校址に移転予定だったが、台北第一中学に統合)
- 台北州立基隆中学校(現 国立基隆高級中学)
- 台北州立宜蘭中学校(現 国立宜蘭高級中学)
- 台北州立台北第一高等女学校(現 台北市立第一女子高級中学)
- 台北州立台北第二高等女学校(廃止、中華民国立法院がここに移転)
- 台北州立台北第三高等女学校(現 台北市立中山女子高級中学)
- 台北州立台北第四高等女学校(看護学校に転換、現 国立台北護理学院)
- 台北州立基隆高等女学校(現 国立基隆女子高級中学)
- 台北州立宜蘭高等女学校(現 国立蘭陽女子高級中学)
- 台北州立台北工業学校(現 国立台北科技大学)
- 台北州立台北第一商業学校(現 国立台北商業技術学院日間全日制)
- 台北州立台北第二商業学校(現 国立台北商業技術学院夜間定時制)
- 台北州立基隆水産学校(現 国立基隆高級海事職業学校)
- 台北州立宜蘭農林学校(現 国立宜蘭大学)

## 日本軍駐屯地
昭和11年（1936年）の平時編制
- 台湾軍司令部（台北市）
- 台湾守備隊司令部（台北市）
- 台湾歩兵第1連隊（台北市）
- 台湾山砲連隊（台北市）
- 基隆要塞司令部（基隆市）
- 基隆重砲兵連隊（基隆市）

## 鉄道
昭和19年（1944年）の路線

### 総督府鉄道
- 縦貫線
- 淡水線
- 平渓線
- 宜蘭線

### 私設鉄道
- 台北鉄道
  - 萬華-新店線（後の台湾鉄路管理局新店線）
- 日本鉱業金瓜石鉱山事務所
  - 金瓜石線（現 台湾鉄路管理局深澳線）

## 道路
昭和14年（1939年）当時

### 指定道路
- 縦貫道路
- 台北淡水道
- 台北内湖道
- 台北和尚州道
- 台北板橋道
- 児玉町枋寮道
- 台北八里庄道
- 台北三張犂道
- 台北深坑道
- 台北宜蘭道
- 水道町松山道
- 景尾亀山道

- 板橋景尾道
- 枋寮土城道
- 板橋桃園道
- 板橋鶯歌道
- 新荘板橋道
- 新荘樹林道
- 新荘和尚州道
- 新荘淡水道
- 淡水金山道
- 士林金山道
- 基隆金山道
- 基隆社寮島道
- 基隆礁渓道

- 宜蘭蘇澳道
- 羅東利沢簡道
- 蘇澳南方澳道
- 蘇澳北方澳道
- 羅東三星道
- 宜蘭桃園道
- 羅東清水道
- 宜蘭東港道
- 宜蘭三鬮道
- 宜蘭三星道
- 蘇澳花蓮港道
- 北投草山道
- 北投温泉道

## 港湾
昭和13年（1938年）当時

### 開港
- 基隆港
- 淡水港（中国語版）

## 鉱山
- 金瓜山鉱山（金・銀・銅）
- 瑞芳鉱山（金・銀）
- 基隆炭鉱
- 瑞芳炭鉱
- 八堵炭鉱
- 石底炭鉱
- 万里炭鉱
- 徳興台北炭鉱
- 大礦砕鉱山（硫黄）
- 福山炭鉱
- 板橋炭鉱
- 海山炭鉱

## 神社
- 台湾神宮
- 宜蘭神社
- 基隆神社
- 台湾護国神社
- 台北稲荷神社
- 建功神社
- 瑞芳神社（中国語版）

- 新荘神社（中国語版）
- 羅東神社（中国語版）
- 汐止神社（中国語版）
- 海山神社（中国語版）
- 淡水神社
- 文山神社（中国語版）
- 蘇澳神社（中国語版）

## 国立公園
- 大屯国立公園
- 次高タロコ国立公園

## 企業
州内に本社を有する資本金50万円以上の企業である（昭和7年・1932年当時）

### 農林水産業
- 台湾水産
- 蓬莱水産
- 台湾森林工業
- 台湾農林

- 瑞芳宝林
- 宜蘭殖産
- 台湾畜産

### 鉱業
- 基隆炭鉱
- 台湾炭業
- 赤司鉱業
- 頂双渓炭鉱
- 新高炭鉱

- 台湾コークス
- 日東鉱業
- 海山炭鉱
- 金瓜石鉱山

### 建設業
- 高石組（中国語版）
- 太田組
- 古賀組

### 製造業
- 昭和製糖（中国語版）
- 大安製糖
- 台北製脳
- 永裕茶行
- 建泰茶行
- 台湾拓殖製茶
- 台湾製紙
- 台湾織物
- 台湾肥料(日産化学系で硫酸、過燐酸石灰などを製造。本社は台北、工場は基隆と高雄）
- 台湾電化（電気化学系で石灰窒素などを製造。工場は基隆）
- 藤田豆粕製造
- 麦酒共販
- 辰馬商会

- 近藤商会
- 高砂麦酒
- 台湾宅商会
- 大正醤油
- 大和製氷
- 台湾煉瓦（中国語版）
- 基隆船渠
- 東光油脂工業
- 台北製壜
- 台湾オフセット印刷
- 台湾森林工業

### 電気業
- 台湾電力

### 運輸業
- 台北鉄道
- 基隆軽鉄（中国語版）
- 海山軽鉄

- 台湾運送荷役
- 台湾倉庫
- 南洋倉庫

### 卸売小売業
- 大永興業
- 訓眉建業
- 大有物産
- 朝日興業
- 林本源柏記産業
- 林本源維記興業
- 久大実業
- 雲泉商会
- 林本源澎記産業
- 鶴木産業
- 桜井組
- 山一商行

- 太平興業
- 高進商会
- 共益社
- 礼和商行
- 瑞芳営林
- 高砂商店
- 台北中央市場
- 賀田組
- 建昌興産
- 振成興産
- 徳声建業
- 盛進商行

### 金融業
- 台湾銀行
- 華南銀行
- 台湾商工銀行
- 台湾貯蓄銀行

- 台湾勧業無尽
- 台湾興業信託
- 大成火災海上保険

### 不動産業
- 台湾土地建物
- 台湾土地開拓

### 宿泊業
- 日之丸館

## マスメディア

### ラジオ放送局
昭和20年（1945年）8月当時
- 台湾放送協会台北放送局（呼出符号JFAK）

### 日本語新聞
昭和7年（1932年）当時
- 台湾日日新報

## 出身有名人
この時代に生まれ育つか、または活躍した者を掲載
- 金美齢（評論家）
- 李登輝（政治家・元中華民国総統）
- 蔣渭水（政治家）
- 黄霊芝（作家）
- 杜聡明（医学者）
- 李梅樹（画家）